# Bushwick Bill
Bushwick Bill, właśc. Richard Stephen Shaw (ur. 8 grudnia 1966 w Kingston, zm. 9 czerwca 2019) – amerykański raper, członek amerykańskiej grupy hip hopowej Geto Boys. Urodził się na Jamajce. Jako małe dziecko przeprowadził się do Nowego Jorku (Brooklyn).
Zmarł 9 czerwca 2019 na raka trzustki.

## Dyskografia
- Little Big Man (1992)
- Phantom of the Rapra (1995)
- No Surrender...No Retreat (1998)
- Universal Small Souljah (2001)
- Gutta Mixx (2005)
- My Testimony of Redemption (2010)